# 乔治娅·威廉斯
乔治娅·威廉斯（英語：Georgia Williams，1993年8月25日—），新西兰女子自行车运动员。她曾代表新西兰参加2014年、2018年和2022年英联邦运动会自行车比赛，获得一枚银牌和一枚铜牌。